# Johan Thorne
Johan Henrich (o Henrik) Paasche Thorne (Drammen, 18 agosto 1843 – Moss, 18 maggio 1920) è stato un politico norvegese.

## Biografia
Era il figlio di Johan Frederik Thorne, e di sua moglie, Gurina Johanna Paasche. Dopo il diploma trascorse alcuni anni in mare dove imparò le abilità di un mercante. Si stabilì a Sarpsborg nel 1864, lavorando come commerciante di legname e armatore, e si trasferì a Moss nel 1869 e fu sindaco della città (1880-1889).
Nel 1883 fu eletto deputato. Fu rieletto nel 1886 e nel 1889. Il 13 luglio 1889, venne nominato ministro degli Interni, carica che mantenne fino al 1 luglio 1890, quando fu inviato come membro del Consiglio di Divisione di Stato a Stoccolma, carica che mantenne fino al 1891, quando il primo gabinetto Stang cadette. 
Nel 1895 è stato eletto per servire un quarto mandato nel Parlamento norvegese. Nello stesso periodo è stato anche membro del Comitato dell'Unione. Egli non è stato rieletto nel 1897, ma ritornò nel 1904 per servire un ultimo mandato.